# Región Suðurland
Suðurland (en español: Región meridional) es una de las ocho regiones de Islandia. Es la más extensa y la más poblada del país y ocupa toda su zona sur. Alberga varios ríos y cascadas, y en su zona norte cubre una buena porción del glaciar Vatnajökull. Su capital es la ciudad de Selfoss.

## Población y territorio
Suðurland es la más extensa de las regiones de Islandia. Tiene una superficie de 24 690 kilómetros cuadrados, que en términos de extensión es similar a la de Macedonia del Norte. La capital es Selfoss. 
Tiene una población de 24 176 personas (censo del 1 de diciembre de 2008) y una superficie de 24 690 kilómetros cuadrados para una densidad poblacional de 0,97 habitantes por kilómetro cuadrado.
En su zona occidental se encuentra el valle Þingvellir. Allí, en 930 se fundó el Alþingi, una de las instituciones parlamentarias más antiguas del mundo.
En su zona soroccidental se encuentran las Islas Vestman, un archipiélago compuesto por 15 islas, de las cuales la mayor es Heimaey, con 13,4 km² y 4045 habitantes (2008). Le sigue Surtsey, con 1,4 km².

### Glaciares

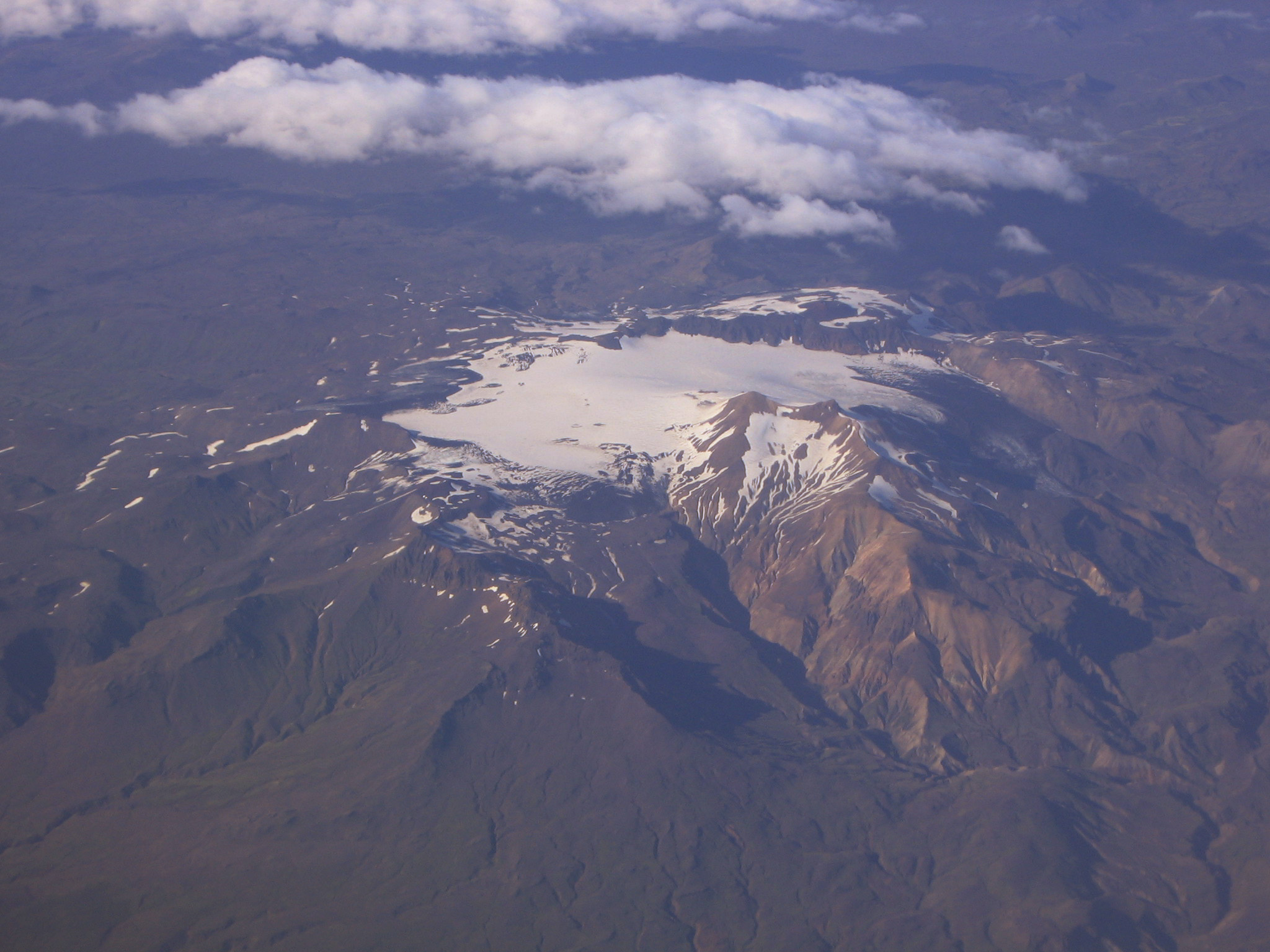
Vista aérea del Tindfjallajökull.

Los glaciares de Tindfjallajökull, Mýrdalsjökull (bajo el cual se encuentra el volcán Katla) y Eyjafjallajökull se encuentran al sur de la región, y solo pertenecen a Suðurland. La erupción de este último en 2010 obligó a cerrar una buena parte de los cielos europeos al transporte aéreo.  
Por el contrario, los glaciares ubicados al norte están compartidos con las regiones de Vesturland, Norðurland Vestra, Norðurland Eystra y Austurland. De occidente a oriente se encuentran el Langjökull, el Hofsjökull y el Vatnajökull.

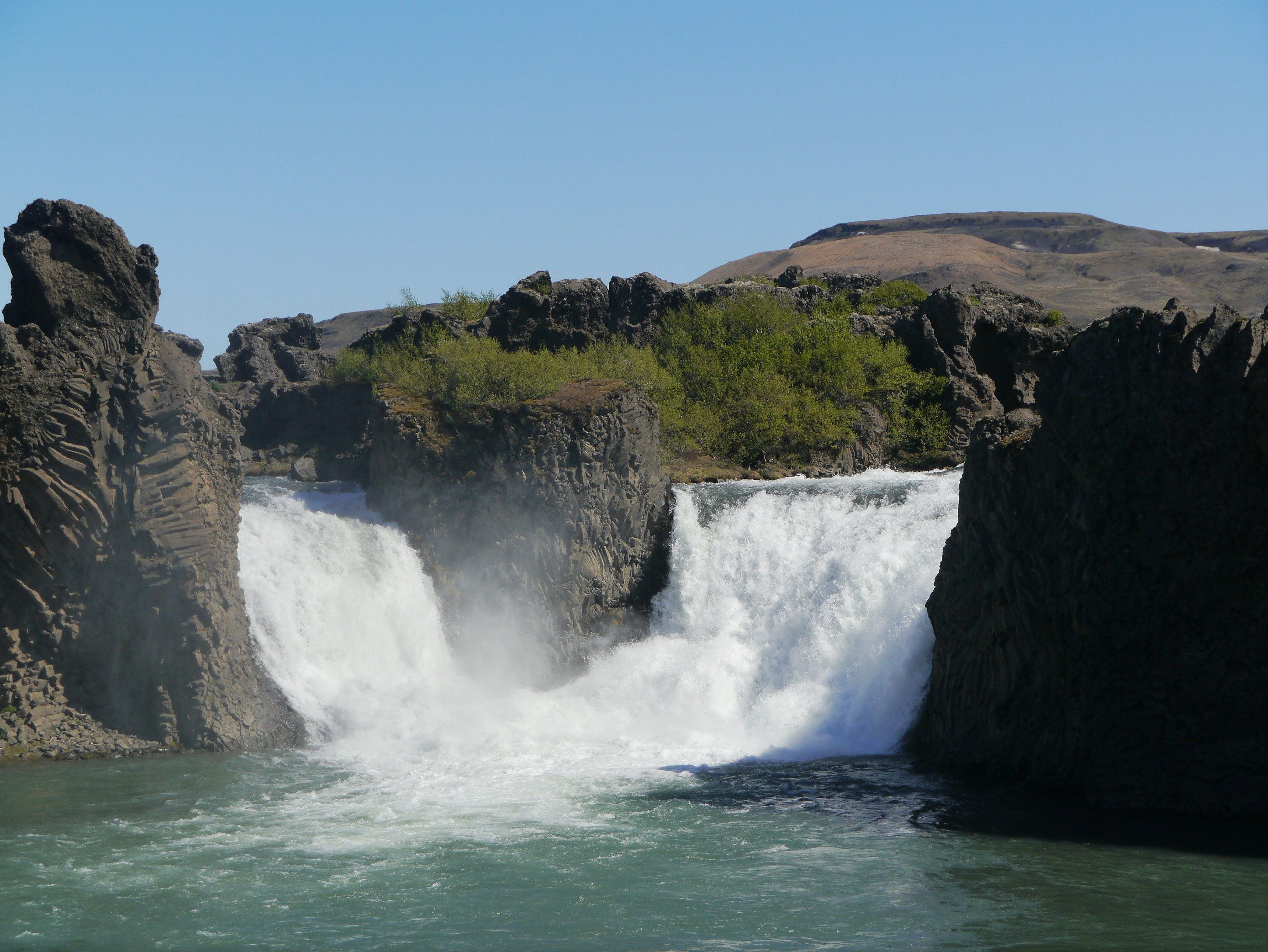
La cascada Hjálparfoss, en el condado de Árnessýsla.

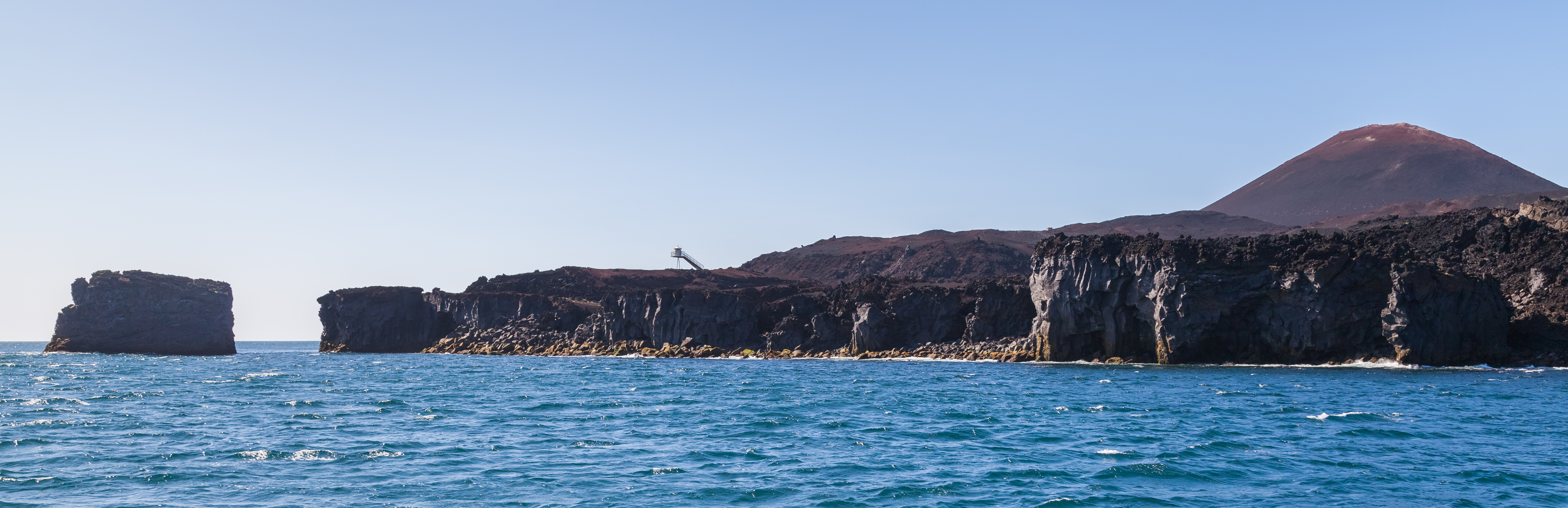
Heimaey, Islas Vestman.

### Ríos cascadas y lagos
Los glaciares son la fuente de sus numerosos ríos. Recorren el territorio de Suðurland el Hvitá, el Kúðafljót, el Markarfljót, el Ölfusá, el Skógá, el Sog, el Þjórsá, el Skaftá, el Tungnaá y el Öxará. 
En su recorrido, se encuentran las cascadas de Fagrifoss, Faxi, Gjáin, Gljufrafoss, Gullfoss, Hjálparfoss, Háifoss, Seljalandsfoss, Skógafoss, Systrafoss, Ófærufoss y Öxarárfoss.
En su zona norte se encuentra a su vez los lagos Hágöngulón, que recibe las aguas del deshielo del Vatnajökull, el Grímsvötn, el Hvítárvatn, el Þingvallavatn y el Þórisvatn.

### Volcanes

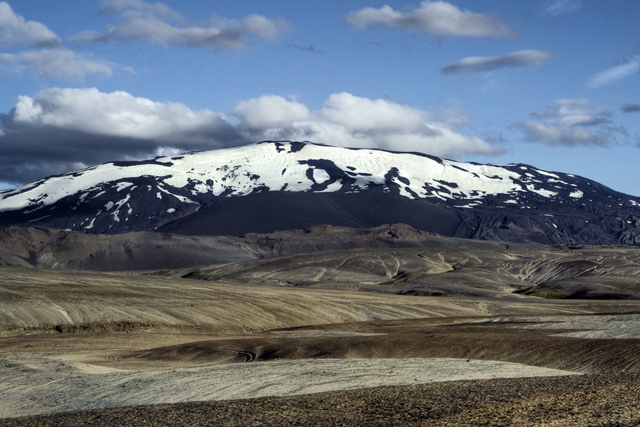
Vista del Hekla.

La región alberga varios volcanes. Entre ellos el Hekla, el más activo de la isla, con 1491 m s. n. m. y 20 erupciones desde el año 874, la última en febrero de 2000. 
También el Laki, cuya erupción de 1783 duró ocho meses, expulsó unos 14 kilómetros cúbicos de lava basáltica y nubes tóxicas de ácido fluorhídrico y dióxido de azufre que acabaron con 9000 islandeses. También produjo una hambruna de tres años en todo el mundo. 
En su territorio se encuentra a su vez el Katla, que desde 930 ha tenido dieciséis erupciones, la última en 1918. Algunos volcanes en montañas glaciarizadas son el Hofsjökull, el Loki-Fögrufjöll, el Mýrdalsjökull y el Torfajökull. 
Otros volcanes son el Bláhnúkur, el Eldfell, el Eldgjá, el Grímsvötn, el Hengill, el Hlöðufell, el Maelifell, el Skjaldbreiður, el Vatnafjöll y el Surtsey. Junto con Jólnir, Surtla y Syrtlingur, este último pertenece al tapón marítimo al suroriente de la región, inscrito desde 2008 en la lista del Patrimonio de la Humanidad de la Unesco.

## Divisiones administrativas

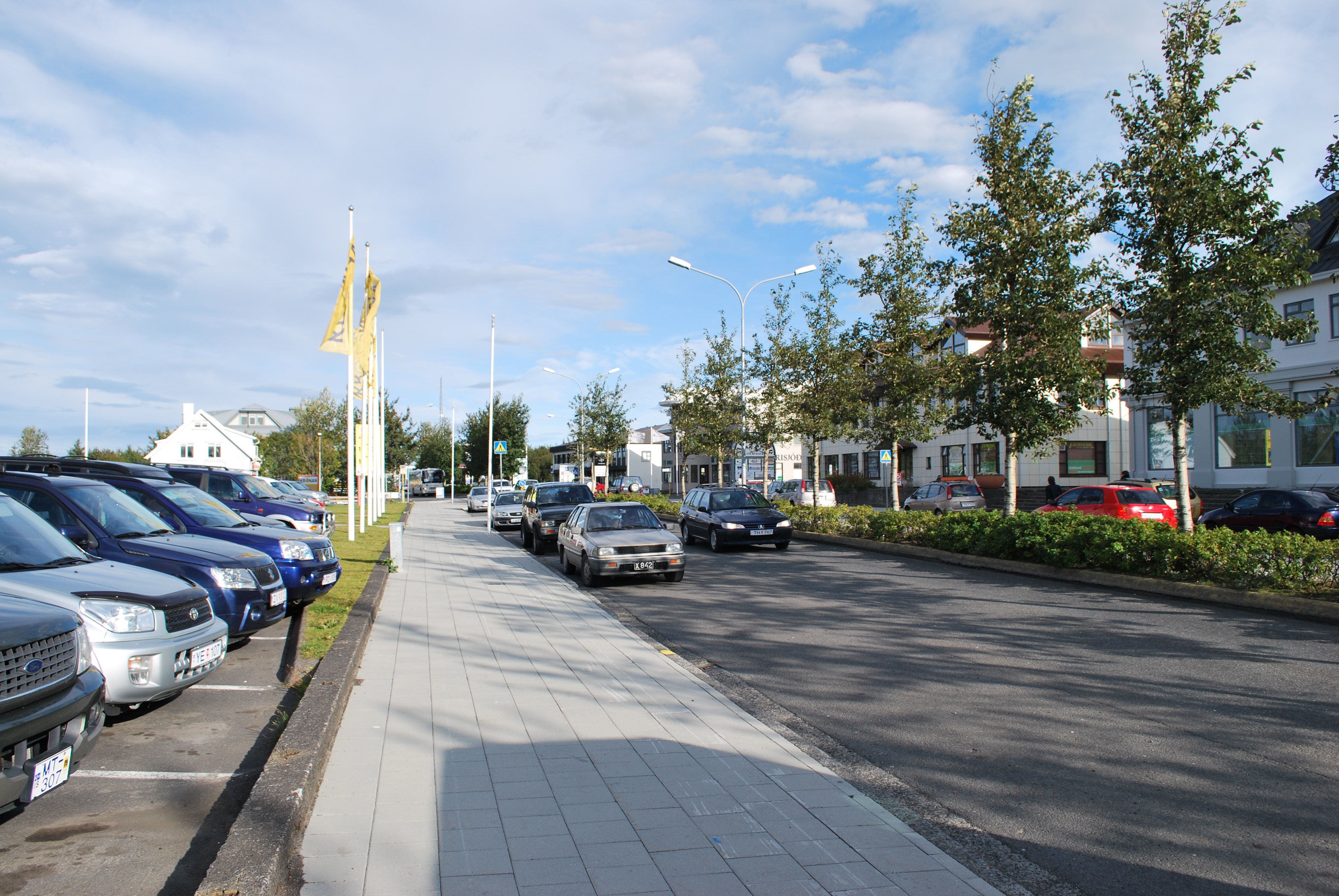
Día de verano en Selfoss, la capital de Suðurland y cabecera de Árborg.

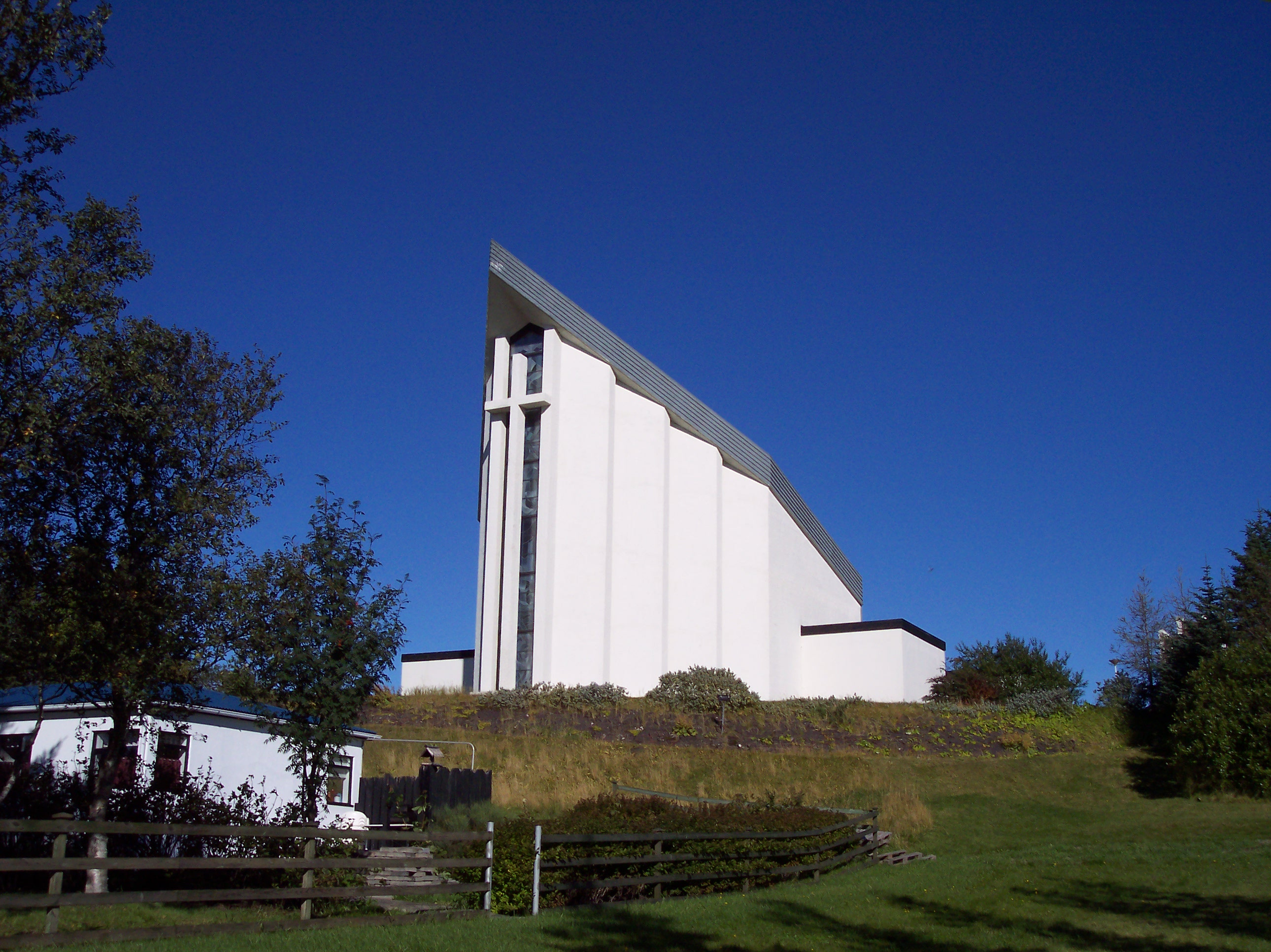
Vista de Hveragerdi.

### Condados
Dentro de esta región se encuentran ubicados tres condados:
- Árnessýsla
- Rangárvallasýsla
- Vestur-Skaftafellssýsla

### Municipios
La región de Suðurland comprende los siguientes 14 municipios:
- Árborg
- Ásahreppur
- Bláskógabyggð
- Flóahreppur
- Grímsnes- og Grafningshreppur
- Hrunamannahreppur
- Hveragerði
- Mýrdalshreppur
- Rangárþing eystra
- Rangárþing ytra
- Skaftárhreppur
- Skeiða- og Gnúpverjahreppur
- Sveitarfélagið Ölfus
- Vestmannaeyjar